# آآهیرونیمی
آآهیرونیمی (نام علمی: Aa hieronymi) نام یک گونه از سرده آآ است.